# Neotestudina diplodioides
Neotestudina diplodioides är en svampart som beskrevs av M.E. Barr 1987. Neotestudina diplodioides ingår i släktet Neotestudina och familjen Testudinaceae.   Inga underarter finns listade i Catalogue of Life.